# Strangalia nigella
Strangalia nigella es una especie de escarabajo longicornio del género Strangalia, categorizada en la tribu Lepturini, de la subfamilia Lepturinae. Fue descrita por Bates en 1872.

## Descripción
Mide 7-10,5 mm de longitud.

## Distribución
Se distribuye por Costa Rica, Nicaragua y Panamá.